# Premio Urania Short
Il Premio Urania Short è un concorso letterario annuale di fantascienza assegnato ad un racconto italiano inedito. È stato bandito da Urania (nota collana specializzata pubblicata da Mondadori) a partire dal 2017. La vincita consiste nella pubblicazione dell'opera nella collana in appendice al romanzo vincitore per quell'anno del Premio Urania.

## Storia
Il 21 marzo 2017 è stato pubblicato sul blog di Urania il bando per la prima edizione del premio letterario Urania SHORT per il miglior racconto italiano inedito di fantascienza. In occasione della prima edizione il bando prevedeva che finalisti e vincitore venissero scelti dalla redazione ma nel bando per il 2018 la formula è cambiata, e prevede il voto dei lettori con la pubblicazione nel mese di novembre 2018 dei tre finalisti. Dopo lo spoglio delle schede di voto terminato il 15 gennaio 2019, è stato proclamato il vincitore dell'edizione 2018.

## Vincitori
- 2017 - 1ª edizione: Linda De Santi, Saltare avanti, pubblicato sul numero 1648.
- 2018 - 2ª edizione: Massimiliano Giri, I polmoni del nuovo mondo, pubblicato sul numero 1660.
- 2019 - 3ª edizione: Fabio Aloisio, Mercy, pubblicato sul numero 1672.
- 2020 - 4ª edizione: Michela Lazzaroni, Un patto equo, pubblicato sul numero 1684.
- 2021 - 5ª edizione: Elisa Franco, Lo stato gassoso dei fantasmi, pubblicato sul numero 1696.
- 2022 - 6ª edizione: Alessandro Montoro, La causa fantasma, pubblicato sul numero 1707.
- 2023 - 7ª edizione: Lorenzo Davia, Testimone Vivente, pubblicato sul numero 1719.
- 2024 - 8ª edizione: Martina Scalzerle, Padre e figlio, pubblicato sul numero 1731.
- 2025 - 9ª edizione: Giuliano Olivotto, La sfera degli dèi, ottobre 2025.[1]